# Chaetostigmoptera
Chaetostigmoptera – rodzaj muchówek z rodziny rączycowatych (Tachinidae).

## Wybrane gatunki
- C. crassinervis (Walton, 1913)[1]
- C. manca (Greene, 1934)[1]
- C. rostrata (Coquillett, 1898)[1]